# Nocthadena
Nocthadena là một chi bướm đêm thuộc họ Noctuidae.